# Jakob Philipp Kulik

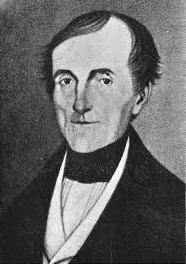

Jakob Philipp Kulik (* 20. April 1793 in Lemberg, Galizien; † 28. Februar 1863 in Prag) war ein österreichischer Mathematiker, der vor allem für seine umfangreichen Faktortafeln bekannt ist.

## Leben
Jakob Philipp Kulik studierte zunächst Philosophie, dann Jura und schließlich Mathematik. Im Jahr 1814 bewarb er sich auf die Stelle eines Professors für elementare Mathematik in Olmütz. 1816 wurde er Professor für Physik am Lyzeum in Graz. 1822 erhielt er den Doktortitel. 1826 wurde er Professor für Mathematik an der Universität in Prag, wo er bis zu seinem Tod lebte.

## Kuliks Mathematische Tafeln
1825 nannte Kulik eine Faktortafel der Zahlen bis 30 Millionen, die allerdings heute nicht mehr zu existieren scheint. Es ist auch unklar, ob diese Tafel tatsächlich fertiggestellt worden ist. 
Von ungefähr 1825 bis 1863 fertigte Kulik eine Faktortafel der Zahlen bis 100.330.200 (außer den durch 2, 3 oder 5 teilbaren Zahlen). Diese Tafel hatte im Wesentlichen dieselbe Ausführung wie die Tafel bis 30 Millionen, und es ist daher wahrscheinlich, dass die Arbeit an diesem Magnus canon divisorum von Mitte der 1820er Jahre bis zu Kuliks Tod 1863 dauerte, als diese Tafeln immer noch unvollendet waren. Die Handschriften füllen acht Bände mit insgesamt 4212 Seiten und werden – bis auf den verloren gegangenen zweiten Band – im Archiv der Österreichischen Akademie der Wissenschaften aufbewahrt.

## Werke
- Jakob Philipp Kulik: Handbuch mathematischer Tafeln. Grätz: Christoph Penz, 1824.
- Jakob Philipp Kulik: Divisores numerorum decies centena millia non excedentium. Accedunt tabulæ auxiliares ad calculandos numeri cujuscunque divisores destinatæ. Tafeln der einfachen Factoren aller Zahlen unter Einer Million, nebst Hülfstafeln zur Bestimmung der Factoren jeder größeren Zahl. Graz 1825.
- Jakob Philipp Kulis: Der tausendjährige Kalender. Ein nützliches Handbuch für Historiographen, Diplomatiker, Archivare, Richter, Advokaten, Landgeistliche, und überhaupt für jene, welche die in den alten Manuskripten, Geschichtsbüchern, und Urkunden vorkommenden chronologischen Daten zu bestimmen haben. Prag 1831. Prag 21834.
- Jakob Philipp Kulik: Lehrbuch der höheren Analysis. Mit 3 Steintafeln. Prag 1831. Prag 21843.
- Jakob Philipp Kulik: Theorie und Tafeln der Kettenlinie. Prag 1832. (Abhandlungen der Königlichen Böhmischen Gesellschaft der Wissenschaften, Neue Folge 3, Bd. 5.)
- Jakob Philipp Kulik: Sammlung von Tafeln zur Erleichterung des Studiums der Mathematik, und mit Rücksicht ihrer Anwendbarkeit auf Zwecke des praktischen Lebens. 1833.
- Jakob Philipp Kulis: Untersuchungen über die Kettenbrückenlinie. Mit 2 Steintafeln. Prag 1838.
- Jakob Philipp Kulik: Anfangsgründe der höheren Mechanik. Mit dreiundzwanzig Steintafeln. Leipzig; Prag 1846.
- Jakob Philipp Kulik: Tafeln der Quadrat- und Kubik-Zahlen aller natürlichen Zahlen bis Hundert Tausend, nebst ihrer Anwendung auf die Zerlegung großer Zahlen in ihre Faktoren. Nach einer neuen Methode berechnet. Leipzig 1848.
- Jakob Philipp Kulik: Neue Multiplikationstafeln. Ein unentbehrliches Hülfsmittel für Jedermenn, um schnell, sicher und ohne Ermüdung zu rechnen. (PDF; 33,9 MB) Leipzig 1851.
- Jakob Philipp Kulik (Hg.): Tafeln der hyperbolischen Sektoren und der Längen elliptischer Bögen und Quadranten. Leipzig 1851.
- Jakob Philipp Kulik: Über die Tafel primitiver Wurzeln. In: Journal für die Reine und Angewandte Mathematik 45 (1853), S. 55–81.
- Jakob Philipp Kulik: Beiträge zur Auflösung höherer Gleichungen überhaupt und der kubischen Gleichungen insbesondere. Prag 1860. (Abhandlungen der königlichen Böhmischen Gesellschaft der Wissenschaften, Folge 5, Bd. 11.), S. 21–123.
- Jakob Philipp Kulik: Magnus Canon Divisorum. Handschrift, um 1825–1863.